# Isotoma monochaeta
Isotoma monochaeta är en urinsektsart som beskrevs av Kos 1942. Isotoma monochaeta ingår i släktet Isotoma och familjen Isotomidae. Inga underarter finns listade i Catalogue of Life.